# Manuel Seoane
Manuel Seoane (Piñeyro, 19 maart 1902 – Quilmes, 21 augustus 1975) was een Argentijnse voetballer. Hij staat op de vijfde plaats in de lijst van topschutters van de Argentijnse competitie. Hij wordt gezien als een van de betere spelers in de Argentijnse geschiedenis. 
Nadat hij startte bij Club Progresista maakte hij in 1920 de overstap naar de jeugd van Independiente. In 1921 speelde hij voor het eerst in het eerste elftal, tegen San Lorenzo. In 1922 won hij met deze club de titel en in dit jaar kregen ze de bijnaam Los Diablos Rojos (Rode Duivels). In 1922, 1926 en 1929 werd hij topschutter. Na een incident met een scheidsrechter in 1923 werd hij geschorste en verkaste hij naar El Porvenir dat in een rivaliserende competitie speelde. In 1925 ging hij met Boca Juniors op tournee door Europa en scoorde 16 keer. Nadat zijn schorsing in 1926 opgeheven werd keerde hij terug naar Independiente en scoorde 76 keer en haalde de titel binnen voor zijn club. In 1933 stopte hij met voetballen door problemen met overgewicht. Van 1934 tot 1937 was hij bondscoach. 

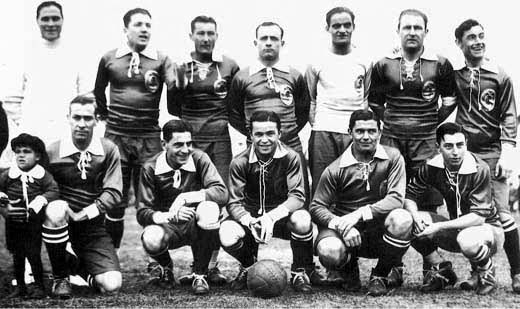
Seoane met het elftal van Independiente dat FC Barcelona met 4-1 versloeg in 1928.